# بيل مارتن
بيل مارتن (بالإنجليزية: Bill Martin)‏ هو رسام أمريكي، ولد في 1943، وتوفي في 2008.